# Heinz Peter
Heinz Peter (* 26. August 1924 in Rögnitz; † 1993 in Hamburg) war ein deutscher Lithograf, Radierer, Zeichner und Maler.

## Leben
Heinz Peter wurde am 26. August 1924 in Rögnitz bei Hagenow/Schwerin in Mecklenburg geboren. Die Mutter war polnischer, der Vater französischer Abstammung. Daher erscheinen neben den Signaturen „Heinz Peter“ und „Heinz Peter Rögnitz“ gelegentlich „Pierre“ als französische Version des Vornamens und „de Mesnil“ als Familienname der Vorfahren in den Bildunterschriften des Künstlers. Peter wuchs in Hamburg in der Gegend um den Heidenkampsweg in einfachen Verhältnissen auf, teilweise bei Pflegeeltern.
1939 begann er bei der Hamburger Schiffswerft Blohm & Voss in der Abteilung Flugzeugbau eine Lehre als technischer Zeichner. Seine Ausbildung umfasste die Arbeit als Zeichner im Büro für Flugzeugkonstruktion und die Kenntnis der praktischen Arbeiten in den Fertigstätten des Flugzeugbaus. Unter dem Einfluss eines kommunistischen Arbeitskollegen begann sich Peter durch Fachlektüre zu informieren und eignete sich eine kritische politische Haltung an. Nach Abschluss der Lehre wurde er bei Blohm & Voss als Technischer Zeichner übernommen. Im Januar 1943 wurde er zum Kriegsdienst einberufen und in Magdeburg sowie im Waldviertel bei Wien in Reparaturbetrieben der Kriegsabwehr eingesetzt. Trotz seiner regimekritischen Haltung erlebte er den Zweiten Weltkrieg unbeschadet.
Nach dreimonatiger Kriegsgefangenschaft kehrte Peter im August 1945 nach Hamburg zurück, wo auch seine Eltern überlebt hatten. In der Landeskunstschule am Lerchenfeld, der späteren Hochschule für bildende Künste, half er zunächst die Räume wieder für den Lehrbetrieb herzurichten. Im Wintersemester 1945/46 begann er dort sein Studium in der Malklasse bei Willem Grimm, außerdem besuchte Peter die Malklassen bei Erich Hartmann und Alfred Mahlau.

## Werk
Aufgrund der durch die Lehrer vermittelten Tradition der Hamburgischen Sezession beschäftigten sich die Künstler an der Landeskunstschule in den Nachkriegsjahren vorwiegend mit der Darstellung der menschlichen Figur, die auch Heinz Peters Werk bestimmte. In dieser Zeit schuf der Künstler Brandes eine Porträtbüste von Heinz Peter.
Die Arbeiten Heinz Peters sind geprägt von einer kritischen politischen Einstellung (als junger Mann neigte er durch den Einfluss der Kollegen und Literatur einem idealen Kommunismus und dem Pazifismus zu) und dem Interesse an der Darstellung des Menschen und seines Erlebnisraums. Konkret politische Themen griff er in der Druckgrafik auf; in der Malerei sind es Großstadtbilder,  Porträts und Stillleben, häufig mit dem Memento-Mori-Motiv des Totenkopfes, die sein Werk bestimmen. Zu seinem Spätwerk zählen vor allem auch die Anfang der 1990er-Jahre entstandenen New Yorker Impressionen.
Ein großer Teil der Druckgrafik befindet sich heute im Besitz des Altonaer Museums. Heinz Peters hatte mehrere Einzelausstellungen in Hamburg und Berlin.

## Rezeption
„Heinz Peter (...) genoß (an der Landeskunstschule) gleichsam Sondervergütungen, galt er doch als das unumstrittene ‚Supergenie‘ der Schule. Kompakt im Körperbau und damals mit starkem Lebensgefühl und Selbstgefühl ausgerüstet, verblüffte er durch seine großen, farbstarken und kühn erscheinenden Gestaltungen à la Picasso. Als einziger Maler-Eleve der Kunstschule wurde er als Gast zur Teilnahme an einer Ausstellung der Hamburgischen Sezession aufgefordert, was seinen frühen Ruhm ebenso festigte wie die große persönliche Anteilnahme, welche Maria May (....) ihm entgegenbrachte. Heinz Peter nahm damals kaum Teil am Klassenleben, war aber trotz des Füllhorns von Anerkennung, das über ihn ausgeschüttet wurde, nicht sonderlich arrogant und keineswegs verletzend.“